# All Fruit
All Fruit es una variedad cultivar de ciruelo (Prunus salicina), de las denominadas ciruelas japonesas (aunque las ciruelas japonesas en realidad se originaron en China, fueron llevadas a los EE. UU. a través de Japón en el siglo XIX).
Una variedad que crio y desarrolló a finales del siglo XIX Luther Burbank en Santa Rosa (California), siendo un híbrido del cruce de Prunus simonii x Prunus salicina.
Fruta de tamaño medio a grande, siendo el color de su piel rojo carmín con pinceladas de amarillo rojizo en la zona peduncular,  punteado abundante, diminuto, blanquecino, y su pulpa de color ámbar amarillento atravesada de nervaduras más oscuras, con textura blanda, fibrosa, bastante jugosa, y sabor dulce y aromático, ácido junto al hueso, agradable si se quita la piel. Tolera las zonas de rusticidad según el departamento USDA, de nivel 4 a 10.

## Sinonimia
- "All Fruit Plum",
- "All Fruit Japanese Plum",
- "All Fruit Burbank Plum".[6]

## Historia
'All Fruit' variedad de ciruela, de las denominadas ciruelas japonesas con base de Prunus salicina, que fue desarrollada y cultivada por primera vez en el jardín del famoso horticultor Luther Burbank en Santa Rosa (California) quien afirma que es de origen mixto, mediante una hibridación de la flor de Prunus simonii como parental madre x polen de Prunus salicina como parental padre. Burbank realizaba investigaciones en su jardín personal y era considerado un artista del fitomejoramiento, que intentaba muchos cruces diferentes pero registraba poca información sobre cada experimento.
Las ciruelas 'All Fruit' se desarrollaron a finales del siglo XIX en Santa Rosa, una ciudad en el condado de Sonoma en el norte de California. Fueron introducidas en los circuitos comerciales en 1903, siendo particularmente notable por su importancia para la industria del transporte de frutas de California.
'All Fruit' está descrita: 1. Vt. Sta. Bul. 67:5. 1898. 2. Waugh Plum Cult, 202. 1901.

## Características
'All Fruit' árbol medio y vigoroso, siendo su fuerte crecimiento erguido una característica notable de la variedad, extendido, bastante productivo. Flor blanca, parcialmente autocompatible en su polinización, buenos polinizadores son 'Golden Japan', 'Friar', 'Santa Rosa', 'Formosa' y 'Laroda', está considerada buena polinizadora para otras variedades, y puede tener una floración tardía según las condiciones climáticas, que tiene un tiempo de floración que comienza a partir del 18 de abril con el 10% de floración, para el 21 de abril tiene una floración completa (80%), y para el 8 de mayo tiene un 90% de caída de pétalos.
'All Fruit' tiene una talla de fruto medio a grande, de forma globosa, achatada en ambos polos, ligeramente asimétrica, siendo la sutura casi imperceptible, en trazos discontinuos como marcada con la punta de un alfiler, superficial excepto en los extremos; Epidermis muy fuerte, y ácida, abundantemente recubierta de pruina azulado violácea, sin pubescencia, piel con color rojo carmín con pinceladas de amarillo rojizo en la zona peduncular,  punteado abundante, diminuto, blanquecino poco perceptible; Pedúnculo mediano o largo, fino, sin pubescencia, insertado en una cavidad peduncular de anchura y profundidad medias, muy poco rebajada en la sutura; pulpa de color ámbar amarillento atravesada de nervaduras más oscuras, con textura blanda, fibrosa, bastante jugosa, y sabor dulce y aromático, ácido junto al hueso, agradable si se quita la piel.
Hueso semi adherente, pequeño o medio, elíptico o elíptico redondeado, truncadura estrecha, muy cóncava, ápice apuntado, surcos casi nulos, superficie áspera, semi lisa, laterales del polo pistilar prominentes.
Su tiempo de recogida de cosecha se inicia en la primera decena de julio.

## Usos
La fruta no solo es grande con pulpa jugosa, pegajosa y dulce, sino que también es perfecta para enlatar, comer fresca del árbol a la mesa, y si se desea cocinar con ellas, son excelentes para tartas y pasteles.